# Ryan Mason
Ryan Glen Mason (Enfield, 13 giugno 1991) è un allenatore di calcio ed ex calciatore inglese, di ruolo centrocampista, tecnico del West Bromwich.

## Caratteristiche
Giocava prevalentemente come centrocampista centrale, ma poteva essere impiegato anche nel ruolo di mezzala sinistra.

## Carriera

### Calciatore
Calcisticamente cresciuto nel settore giovanile del Tottenham, nell'estate del 2008 firma il suo primo contratto da professionista. Il 27 novembre 2008 debutta in Europa League, durante la vittoria per 1-0 contro il NEC Nijmegen.
Nell'estate del 2009 passa in prestito allo Yeovil Town, dove disputa ventinove partite tra campionato e coppe nazionali, mettendo a segno sei reti. Nelle quattro stagioni successive gioca in prestito nel Doncaster, nel Millwall, nel Lorient e nello Swindon Town.
Nell'estate del 2014 torna definitivamente al Tottenham; il 27 settembre seguente avviene il suo debutto ufficiale in Premier League, durante il derby pareggiato per 1-1 contro l'Arsenal. Dopo una prima stagione in cui trova regolarmente spazio nelle rotazioni degli Spurs, nella seconda stagione viene impiegato meno frequentemente a causa di molti problemi fisici; ciònonostante, in alcune occasioni indossa la fascia di capitano.
Il 31 marzo 2015 debutta ufficialmente con la nazionale inglese, durante un'amichevole pareggiata per 1-1 contro l'Italia.
Il 30 agosto 2016 viene acquistato dall'Hull City per circa quindici milioni di euro. Il 22 gennaio 2017, nella partita di Premier League persa per 0-2 contro il Chelsea, riporta un trauma cranico che richiede un intervento chirurgico, a seguito di uno scontro di gioco con il connazionale Gary Cahill.
Il 13 febbraio 2018, a distanza di un anno dall'infortunio, annuncia il proprio ritiro dall'attività agonistica a soli ventisei anni.

### Allenatore
Il 19 aprile 2021, in seguito all'esonero di José Mourinho, viene nominato allenatore del Tottenham fino al termine della stagione.
Il 24 aprile 2023, in seguito all'esonero di Cristian Stellini, viene nominato allenatore del Tottenham fino al termine della stagione.
Il 2 giugno 2025 diventa il nuovo allenatore del West Bromwich Albion.

## Statistiche

### Presenze e reti nei club
| Stagione         | Squadra          | Campionato       | Campionato | Campionato | Coppa nazionali | Coppa nazionali | Coppa nazionali | Coppe continentali | Coppe continentali | Coppe continentali | Altre coppe | Altre coppe | Altre coppe | Totale | Totale |
| Stagione         | Squadra          | Comp             | Pres       | Reti       | Comp            | Pres            | Reti            | Comp               | Pres               | Reti               | Comp        | Pres        | Reti        | Pres   | Reti   |
| ---------------- | ---------------- | ---------------- | ---------- | ---------- | --------------- | --------------- | --------------- | ------------------ | ------------------ | ------------------ | ----------- | ----------- | ----------- | ------ | ------ |
| 2008-2009        | Tottenham        | PL               | 0          | 0          | FACup+CdL       | 0+1             | 0+0             | UEL                | 3                  | 0                  | -           | -           | -           | 4      | 0      |
| 2009-2010        | Yeovil Town      | FLC              | 28         | 6          | FACup+CdL       | 1+0             | 0+0             | -                  | -                  | -                  | -           | -           | -           | 29     | 6      |
| 2010-2011        | Doncaster        | FLC              | 19         | 0          | FACup+CdL       | 0+1             | 0+0             | -                  | -                  | -                  | -           | -           | -           | 20     | 0      |
| 2011-2012        | Millwall         | FLC              | 5          | 0          | FACup+CdL       | 1+0             | 0+0             | -                  | -                  | -                  | -           | -           | -           | 6      | 0      |
| 2012-2013        | Lorient          | L1               | 0          | 0          | CdF+CdL         | 0+0             | 0+0             | -                  | -                  | -                  | -           | -           | -           | 0      | 0      |
| 2013-2014        | Swindon Town     | FLO              | 18         | 5          | FAcup+CdL       | 1+2             | 0+0             | -                  | -                  | -                  | FLT         | 1           | 0           | 22     | 5      |
| 2014-2015        | Tottenham        | PL               | 31         | 1          | FACup+CdL       | 0+4             | 0+1             | UEL                | 2                  | 0                  | -           | -           | -           | 37     | 2      |
| 2015-2016        | Tottenham        | PL               | 22         | 1          | FACup+CdL       | 1+0             | 0+0             | UEL                | 6                  | 1                  | -           | -           | -           | 29     | 2      |
| Totale Tottenham | Totale Tottenham | Totale Tottenham | 53         | 2          |                 | 6               | 1               |                    | 11                 | 1                  |             | 0           | 0           | 70     | 4      |
| 2016-2017        | Hull City        | PL               | 16         | 1          | FACup+CdL       | 1+3             | 0+1             | -                  | -                  | -                  | -           | -           | -           | 20     | 2      |
| 2017-2018        | Hull City        | FLC              | 0          | 0          | FACup+CdL       | 0+0             | 0+0             | -                  | -                  | -                  | -           | -           | -           | 0      | 0      |
| Totale Hull City | Totale Hull City | Totale Hull City | 16         | 1          |                 | 4               | 1               |                    | 0                  | 0                  |             | 0           | 0           | 20     | 2      |
| Totale carriera  | Totale carriera  | Totale carriera  | 139        | 14         |                 | 16              | 2               |                    | 11                 | 1                  |             | 1           | 0           | 167    | 16     |

### Presenze e reti in nazionale
| Cronologia completa delle presenze e delle reti in nazionale ― Inghilterra | Cronologia completa delle presenze e delle reti in nazionale ― Inghilterra | Cronologia completa delle presenze e delle reti in nazionale ― Inghilterra | Cronologia completa delle presenze e delle reti in nazionale ― Inghilterra | Cronologia completa delle presenze e delle reti in nazionale ― Inghilterra | Cronologia completa delle presenze e delle reti in nazionale ― Inghilterra | Cronologia completa delle presenze e delle reti in nazionale ― Inghilterra | Cronologia completa delle presenze e delle reti in nazionale ― Inghilterra |
| Data                                                                       | Città                                                                      | In casa                                                                    | Risultato                                                                  | Ospiti                                                                     | Competizione                                                               | Reti                                                                       | Note                                                                       |
| -------------------------------------------------------------------------- | -------------------------------------------------------------------------- | -------------------------------------------------------------------------- | -------------------------------------------------------------------------- | -------------------------------------------------------------------------- | -------------------------------------------------------------------------- | -------------------------------------------------------------------------- | -------------------------------------------------------------------------- |
| 31-3-2015                                                                  | Torino                                                                     | Italia                                                                     | 1 – 1                                                                      | Inghilterra                                                                | Amichevole                                                                 | -                                                                          | 75’                                                                        |
| Totale                                                                     |                                                                            | Presenze                                                                   | 1                                                                          |                                                                            | Reti                                                                       | 0                                                                          |                                                                            |

### Statistiche da allenatore
Statistiche aggiornate al 2 giugno 2025.
| Stagione        | Squadra         | Campionato      | Campionato | Campionato | Campionato | Campionato | Coppe nazionali | Coppe nazionali | Coppe nazionali | Coppe nazionali | Coppe nazionali | Coppe continentali | Coppe continentali | Coppe continentali | Coppe continentali | Coppe continentali | Altre coppe | Altre coppe | Altre coppe | Altre coppe | Altre coppe | Totale | Totale | Totale | Totale | % Vittorie | Piazzamento |
| Stagione        | Squadra         | Comp            | G          | V          | N          | P          | Comp            | G               | V               | N               | P               | Comp               | G                  | V                  | N                  | P                  | Comp        | G           | V           | N           | P           | G      | V      | N      | P      | %          | Piazzamento |
| --------------- | --------------- | --------------- | ---------- | ---------- | ---------- | ---------- | --------------- | --------------- | --------------- | --------------- | --------------- | ------------------ | ------------------ | ------------------ | ------------------ | ------------------ | ----------- | ----------- | ----------- | ----------- | ----------- | ------ | ------ | ------ | ------ | ---------- | ----------- |
| gen.-giu. 2021  | Tottenham       | PL              | 6          | 4          | 0          | 2          | FACup+CdL       | 0+1             | 0+0             | 0+0             | 0+1             | -                  | -                  | -                  | -                  | -                  | -           | -           | -           | -           | -           | 7      | 4      | 0      | 3      | 57,14      | 7º          |
| gen.-giu. 2023  | Tottenham       | PL              | 6          | 2          | 1          | 3          | FACup+CdL       | 0+0             | 0+0             | 0+0             | 0+0             | -                  | -                  | -                  | -                  | -                  | -           | -           | -           | -           | -           | 6      | 2      | 1      | 3      | 33,33      | 8º          |
| 2025-2026       | West Bromwich   | FLC             | 0          | 0          | 0          | 0          | FACup+CdL       | 0+0             | 0+0             | 0+0             | 0+0             | -                  | -                  | -                  | -                  | -                  | -           | -           | -           | -           | -           | 0      | 0      | 0      | 0      | —          | in corso    |
| Totale carriera | Totale carriera | Totale carriera | 12         | 6          | 1          | 5          |                 | 1               | 0               | 0               | 1               |                    | -                  | -                  | -                  | -                  |             | -           | -           | -           | -           | 13     | 6      | 1      | 6      | 46,15      |             |